# La vaccinazione nelle campagne
La vaccinazione nelle campagne, talora indicato semplicemente come La vaccinazione, è un dipinto a pastello su tela del pittore Demetrio Cosola, realizzato nel 1894 e conservato al Municipio di Chivasso.

## Storia del dipinto
Il dipinto testimonia la prima campagna sanitaria di massa dell'Italia unita, quella per la vaccinazione anti-vaiolo. Il comune di Chivasso, dove il pittore era cresciuto e abitava, fu il primo comune piemontese ad organizzarne la somministrazione obbligatoria.

## Descrizione
L'opera è considerata una delle più significative dell'autore. Cosola fu esponente del verismo pittorico piemontese, e nelle sue opere ritrae frequentemente persone comuni in attività quotidiane. La vaccinazione, in particolare, ritrae una stanza, semplice e spoglia se non per un ritratto di Umberto I di Savoia sulla parete, dove un medico sta somministrando il vaccino anti-vaiolo a dei neonati. Alcune madri sono in piedi, altre sedute, in attesa del proprio turno.
Cosola ritrae in maniera assai dettagliata il rapporto intimo tra le madri e i propri figli: alcune li allattano, altre li cullano per tranquillizzarli. Gli unici uomini presenti sono il medico, in piedi al centro del quadro, e l'anziano uomo seduto alle sue spalle, che sembrerebbe intento a scrivere, probabilmente a compilare la lista dei vaccinati.

## Altre versioni

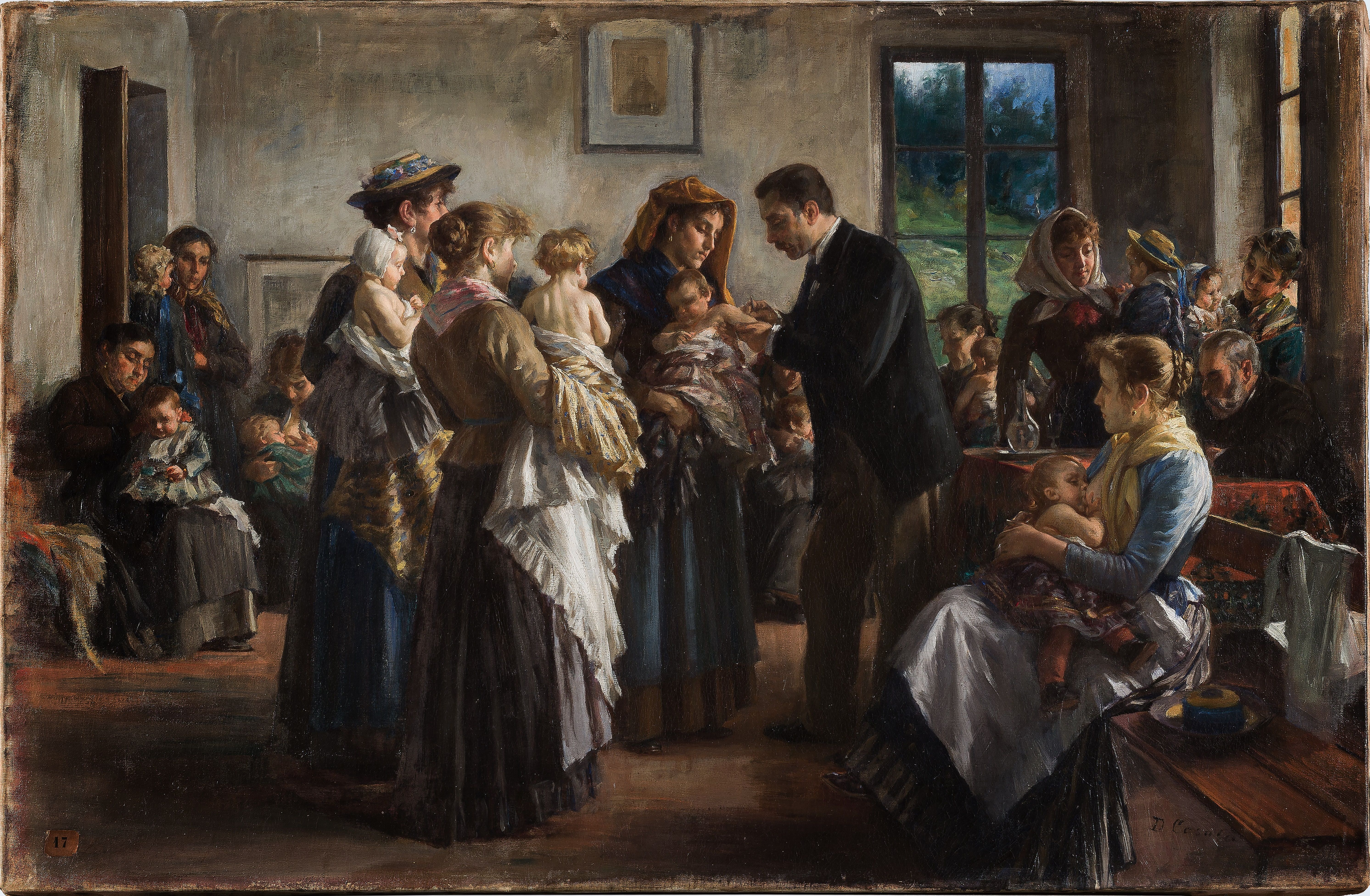
La versione ad olio del dipinto di proprietà dell'Ospedale Maria Vittoria

De La vaccinazione esistono numerosi disegni, un bozzetto ad olio, ed una versione olio su tela, in formato ridotto (98 × 66 cm), di proprietà dell'Ospedale Maria Vittoria di Torino; quest'ultima, lasciata in eredità al nosocomio da Giuseppe Berruti, il medico che ne volle la costruzione, è dal 2017 in prestito alla Galleria d'arte moderna del capoluogo piemontese.
Durante la pandemia di COVID-19, il comune di Chivasso fece realizzare una riproduzione del quadro in bassorilievo, installata poi nel marzo del 2022 a Palazzo Einaudi, in ricordo delle vittime e per onorare la comunità medico-scientifica.